# МКС-68
МКС-68 — шістдесят восьмий довготривалий екіпаж Міжнародної космічної станції. Його робота розпочалась 29 вересня 2022 року з моменту відстиковки від станції корабля Союз МС-21 та тривала 180 днів. Експедиція складалась із декількох етапів — на станції працювали екіпажі кораблів SpaceX Crew-4, Союз МС-22, SpaceX Crew-5 та SpaceX Crew-6.

## Екіпаж
На першому етапі (з 29 вересня до 6 жовтня) у складі експедиції працювали 7 космонавтів, це екіпажі кораблів SpaceX Crew-4 та Союз МС-22. 6 жовтня до станції прибув корабель SpaceX Crew-5 із чотирма космонавтами та на борту МКС стало 11 осіб. 14 жовтня від станції від'єднався корабель SpaceX Crew-4; на МКС залишилось 7 космонавтів. На початок березня 2023 року було заплановано прибуття на станцію трьох космонавтів на борту корабля Союз МС-23. Однак через розгерметизацію Союз МС-22 було прийнято рішення не використовувати його для повернення коспонавтів та «Союз МС-23» прибув у безпілотному варіанті. Натомість 3 березня 2023 року до станції прибув корабель SpaceX Crew-6 із чотирма космонавтами. Внаслідок цих змін графік 68-ї експедиції було змінено. 11 березня корабель SpaceX Crew-5 із чотирма космонавтами повернувся на Землю; на МКС залишилось 7 осіб, які з 29 березня 2023 продовжили працювати на МКС у складі 69-ї експедиції.
| Корабель      | Космонавт                                | Перша частина (29 вересня – 6 жовтня 2022) | Друга частина (6 – 14 жовтня 2022) | Третя частина (14 жовтня 2022 – 3 березня 2023) | Четверта частина (3 – 11 березня 2023) | П'ята частина (11 – 29 березня 2023) |          |
| ------------- | ---------------------------------------- | ------------------------------------------ | ---------------------------------- | ----------------------------------------------- | -------------------------------------- | ------------------------------------ | -------- |
| Союз МС-22    | Сергій Прокопьєв, Роскосмос Другий політ | Бортінженер                                | Бортінженер                        | Командир                                        | Командир                               | Командир                             | Командир |
| Союз МС-22    | Дмитро Петелін, Роскосмос Перший політ   | Бортінженер                                | Бортінженер                        | Бортінженер                                     | Бортінженер                            | Бортінженер                          |          |
| Союз МС-22    | Франциско Рубіо, НАСА Перший політ       | Бортінженер                                | Бортінженер                        | Бортінженер                                     | Бортінженер                            | Бортінженер                          |          |
| SpaceX Crew-4 | Саманта Крістофоретті, ЄКА Другий політ  | Командир                                   | Командир                           | Поза станцією                                   | Поза станцією                          | Поза станцією                        |          |
| SpaceX Crew-4 | Челл Ліндгрен, НАСА Другий політ         | Бортінженер                                | Бортінженер                        | Поза станцією                                   | Поза станцією                          | Поза станцією                        |          |
| SpaceX Crew-4 | Роберт Хайнс, НАСА Перший політ          | Бортінженер                                | Бортінженер                        | Поза станцією                                   | Поза станцією                          | Поза станцією                        |          |
| SpaceX Crew-4 | Джесіка Воткінс, НАСА Перший політ       | Бортінженер                                | Бортінженер                        | Поза станцією                                   | Поза станцією                          | Поза станцією                        |          |
| SpaceX Crew-5 | Ніколь Манн, НАСА Перший політ           | Поза станцією                              | Бортінженер                        | Бортінженер                                     | Бортінженер                            | Бортінженер                          |          |
| SpaceX Crew-5 | Джош Касада, НАСА Перший політ           | Поза станцією                              | Бортінженер                        | Бортінженер                                     | Бортінженер                            | Бортінженер                          |          |
| SpaceX Crew-5 | Коїті Ваката, JAXA П’ятий політ          | Поза станцією                              | Бортінженер                        | Бортінженер                                     | Бортінженер                            | Бортінженер                          |          |
| SpaceX Crew-5 | Анна Кікіна, Роскосмос Перший політ      | Поза станцією                              | Бортінженер                        | Бортінженер                                     | Бортінженер                            | Бортінженер                          |          |
| SpaceX Crew-6 | Стівен Боуен, НАСА Четвертий політ       | Поза станцією                              | Поза станцією                      | Поза станцією                                   | Бортінженер                            | Бортінженер                          |          |
| SpaceX Crew-6 | Воррен Хобург, НАСА Перший політ         | Поза станцією                              | Поза станцією                      | Поза станцією                                   | Бортінженер                            | Бортінженер                          |          |
| SpaceX Crew-6 | Султан Аль-Нейаді, MBRSC Перший політ    | Поза станцією                              | Поза станцією                      | Поза станцією                                   | Бортінженер                            | Бортінженер                          |          |
| SpaceX Crew-6 | Андрій Федяєв, Роскосмос Перший політ    | Поза станцією                              | Поза станцією                      | Поза станцією                                   | Бортінженер                            | Бортінженер                          |          |

## Етапи місії
29 вересня 2022 року о 07:34 (UTC) корабель Союз МС-21 із трьома космонавтами на борту (Олег Артем'єв, Денис Матвєєв та Сергій Корсаков) від'єднався від станції. З цього моменту розпочалась робота 68-ї експедиції у складі 7 осіб (екіпажі кораблів SpaceX Crew-4 та Союз МС-22).
6 жовтня о 21:01 UTC до модуля Гармоні пристикувався корабель SpaceX Crew-5 із чотирма космонавтами на борту (Ніколь Манн, Джош Касада, Коїті Ваката та Анна Кікіна). На борту МКС стало 11 космонавтів.
13 жовтня Саманта Крістофоретті передала командування станцією Сергію Прокоп'єву.
14 жовтня о 16:05 (UTC) від станції від'єднався корабель SpaceX Crew-4 із чотирма космонавтами на борту (Челл Ліндгрен, Роберт Гайнс, Саманта Крістофоретті та Джесіка Воткінс). За декілька годин корабель успішно приводнився в Атлантичному океані. На МКС продовжили працювати семеро космонавтів.
23 жовтня о 22:45 (UTC) вантажний корабель Прогрес МС-19 від'єднався від станції та невдовзі згорів у вищих шарах атмосфери.
27 жовтня о 02:49 (UTC) вантажний корабель Прогрес МС-21 пристикувався до модуля Поіск станції. Він доставив 2520 кг, у тому числі: паливо, питну воду, азот та продукти харчування.
9 листопада о 13:05 (UTC) вантажний корабель Cygnus місії NG-18 був пристикований до станції за допомогою крана-маніпулятора Канадарм2. Він доставив 3707 кг корисного навантаження: їжу, наукове обладнання тощо.
15 листопада космонавти Джош Касада і Франциско Рубіо здійнили вихід у відкритий космос тривалістю 7 год. 11 хв., метою якого була підготовка до майбутньої установки сонячної батареї.
17 листопада космонавти Сергій Прокопьєв та Дмитро Петелін здійнили вихід у відкритий космос, що тривав 6 год. 25 хв. Під ча робіт вони підготували радіатор для подальшої установки на модуль «Наука».
27 листопада о 12:39 (UTC) до МКС пристикувався вантажний корабель SpaceX CRS-26. Він доставив 3528 кг корисного навантаження — дві сонячні батареї (iROSA), продукти харчування, обладнання для наукових досліджень, обладнання для станції та мікросупутники для подальшого запуску.
3 грудня Джош Касада і Франциско Рубіо здійнили вихід у відкритий космос тривалістю 7 год. 5 хв. Вони завершили підготовчі роботи для встановлення нових сонячних батарей.
14 грудня на кораблі Союз МС-22, пристикованому до станції, зафіксовано витік охолоджуючої речовини, що призвело підняття температури всередині корабля.
21 грудня для уникнення зіткнення з уламками російського розгінного блоку Фрегат-СБ, було увімкнено на 10 хв. 21 сек. двигуни корабля Прогрес МС-20, пристикованого до станції.
22 грудня Джош Касада і Франциско Рубіо здійнили вихід у відкритий космос тривалістю 7 год. 8 хв. Вони встановили нові сонячні панелі iROSAs, що дозволить збільшити генерацію електроенергії для станції.
9 січня 2023 року о 22:05 (UTC) від станції від'єднався вантажний корабель SpaceX CRS-26. Він доставив на Землю результати наукових експериментів.
20 січня Ніколь Манн і Коїті Ваката здійнили вихід у відкритий космос тривалістю 7 год. 21 хв. Вони встановили другу монтажну платформу для сонячних батарей iROSA.
2 лютого Ніколь Манн і Коїті Ваката здійнили вихід у відкритий космос тривалістю 6 год. 41 хв. під час якого продовжили роботи щодо встановлення сонячних батарей.
7 лютого вантажний корабель Прогрес МС-20 від'єднався від модуля «Звезда» МКС та згодом зійшов з орбіти.
11 лютого вантажний корабель Прогрес МС-23 пристикувався до станції. Він доставив майже 3 тонни корисного навантаження (їжу, паливо та матеріали).
12 лютого на вантажному корабілі Прогрес МС-21, приєднаному до МКС, сталася розгерметизація. Корабель після інциденту був ізольований від решти станції.
18 лютого о 02:26 (UTC) вантажний корабель Прогрес МС-21 від'єднався від МКС та згодом зійшов з орбіти.
26 лютого о 00:58 (UTC) до станції пристикувався безпілотний корабель Союз МС-23. Через розгерметезацію корабля Союз МС-22 у грудні 2022 року, Союз МС-23 призначений для повернення на Землю екіпажу корабля Союз МС-22.
3 березня о 06:40 (UTC) до модуля Гармоні пристикувався корабель SpaceX Crew-6 із чотирма космонавтами на борту ( Стівен Боуен, Воррен Хобург,  Султан Аль-Нейаді, Андрій Федяєв). У складі експедиції стало 11 космонавтів.
11 березня о 07:20 (UTC) корабель SpaceX Crew-5 із чотирма космонавтами на борту (Ніколь Манн, Джош Касада, Коїті Ваката та Анна Кікіна) від'єднався від станції та за декілька годин успішно приводився в Мексиканській затоці. На стації залишилось працювати 7 осіб.
16 березня об 11:31 (UTC) до модуля Гармоні станції пристикувався вантажнний корабель SpaceX CRS-27. Він доставив до МКС близько 3400 кг корисного вантажу продукти харчування, матеріали для наукових досліджень тощо.
28 березня о 09:57 (UTC) від станції від'єднався корабель Союз МС-22. Через його розгерметизацію у грудні 2022, повернення на Землю відбувалось у безпілотному режимі. На цьому завершилась робота 68-ї експелиції. «Союз МС-22» за декілька годин успішно приземлився на території Казахстану. Семеро космонавтів продовжили роботу на МКС у складі 69-ї експедиції.